# كفر الحمام (الشرقية)
قرية كفر الحمام هي إحدى القرى التابعة لمركز الزقازيق في محافظة الشرقية في جمهورية مصر العربية. حسب إحصاءات سنة 2006، بلغ إجمالي السكان في كفر الحمام 13676 نسمة، منهم 7100 رجل و6576 امرأة.
حسب إحصاءات سنة 2017، بلغ إجمالي السكان في كفر الحمام 19,521 نسمة، منهم 9,907 رجل و9,614 امرأة.

## اهم عناصر تلك القرية أو مشاهيرها
د. أحمد قدري: رئيس هيئة الأثار المصرية سابقا.
الأستاذ محمود العزيزي.
الشيخ محمد محيي الدين عبد الحميد الأزهري، صاحب "التحفة السنية بشرح المقدمة الآجرومية" وغيرها.